# Costus sarmentosus
Costus sarmentosus är en enhjärtbladig växtart som beskrevs av Wenceslas Bojer. Costus sarmentosus ingår i släktet Costus och familjen Costaceae. Inga underarter finns listade.